# ريكاردو إنفانتي
ريكاردو إنفانتي (بالإسبانية: Ricardo Infante)‏ (مواليد 21 يونيو 1924) هو لاعب كرة قدم. يلعب مع منتخب الأرجنتين لكرة القدم. سبق له أن لعب في كأس العالم لكرة القدم مع منتخب بلاده.

## روابط خارجية
- ريكاردو إنفانتي على موقع الاتحاد الدولي (مؤرشف)  (الإنجليزية)
- ريكاردو إنفانتي على موقع قاعدة بيانات كرة القدم.إي يو (الإنجليزية)
- ريكاردو إنفانتي على موقع ناشيونال فوتبول تيمز (الإنجليزية)
- ريكاردو إنفانتي على موقع عالم كرة القدم.نت (الإنجليزية)